# Pacanów (gromada)
Pacanów – dawna gromada, czyli najmniejsza jednostka podziału terytorialnego Polskiej Rzeczypospolitej Ludowej w latach 1954–1972.
Gromady, z gromadzkimi radami narodowymi (GRN) jako organami władzy najniższego stopnia na wsi, funkcjonowały od reformy reorganizującej administrację wiejską przeprowadzonej jesienią 1954 do momentu ich zniesienia z dniem 1 stycznia 1973, tym samym wypierając organizację gminną w latach 1954–1972.
Gromadę Pacanów z siedzibą GRN we Pacanowie (wówczas wsi) utworzono – jako jedną z 8759 gromad na obszarze Polski – w powiecie buskim w woj. kieleckim, na mocy uchwały nr 13a/54 WRN w Kielcach z dnia 29 września 1954. W skład jednostki weszły obszary dotychczasowych gromad Pacanów, Niegosławice, Słupia, Karsy Duże, Karsy Małe i Karsy Dolne ze zniesionej gminy Pacanów w tymże powiecie. Dla gromady ustalono 27 członków gromadzkiej rady narodowej.
1 stycznia 1959 do gromady Pacanów przyłączono wieś Komorów i obszar rozparcelowanego folwarku Komorów ze zniesionej gromady Komorów.
31 grudnia 1959 do gromady Pacanów przyłączono obszar zniesionej gromady Zborówek w tymże powiecie.
Gromada przetrwała do końca 1972 roku, czyli do kolejnej reformy gminnej. 1 stycznia 1973 reaktywowano gminę Pacanów.